# Niklaus Riggenbach

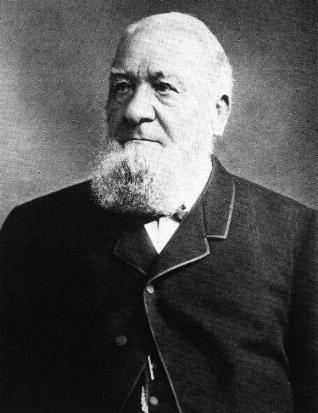
Niklaus Riggenbach

Niklaus Riggenbach, auch Nicolaus Riggenbach (* 21. Mai 1817 in Gebweiler (heute: Guebwiller) im Elsass; Bürger von Rünenberg; † 25. Juli 1899 in Olten, Schweiz), war ein schweizerischer Ingenieur, Lokomotivbauer und Erfinder des Zahnradbahnsystems Riggenbach (Leiterzahnstange) und der Gegendruckbremse.

## Biografie
Niklaus Riggenbach, dessen Familie ursprünglich aus dem schweizerischen Rünenberg (Kanton Basel-Landschaft) stammt, wurde 1817 in Gebweiler im Elsass geboren. Nach dem frühen Tod seines Vaters zog die Mutter mit ihren acht minderjährigen Kindern zurück in die Schweiz, nach Basel. Mit 16 Jahren begann Niklaus Riggenbach eine Mechanikerlehre und zog nach dem Lehrabschluss in die Fremde. Von Lyon aus führte ihn sein Weg 1837 nach Paris, wo er eine Stelle annahm. Durch den Besuch von Abendkursen erwarb er sich grosse Kenntnisse in Mathematik und Physik. 1839 war er bei der Eröffnung der Bahnlinie Paris–St. Germain dabei und erkannte sein neues Lebensziel: Er wollte sich fortan dem Bau von Lokomotiven widmen.

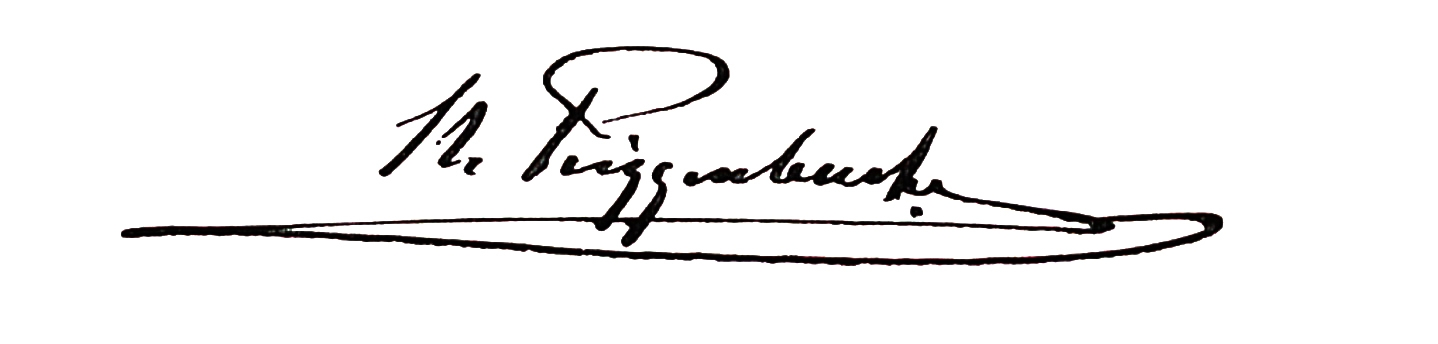
Unterschrift von Niklaus Riggenbach, 1896

Im Juni 1840 zog er nach Karlsruhe um und fand eine Anstellung in der Keßler'schen Maschinenfabrik. Hier stieg er bald zum Werkführer und Geschäftsleiter auf. In dieser Stellung war er an der Konstruktion von nicht weniger als 150 Lokomotiven beteiligt, unter anderem der „Badenia“. Eine weitere dieser Dampfmaschinen war die „Limmat“, eine der vier ersten Lokomotiven der am 9. August 1847 eröffneten Schweizerischen Nordbahn, der so genannten Spanisch-Brötli-Bahn. Diese Lok musste er in die Schweiz überführen und auf der Linie Zürich–Baden erproben.
Im November 1847 heiratete Riggenbach die Baslerin Emma Socin (* 1824) im badischen Binzen, da er die Rekrutenschule bei der Artillerie absolviert hatte und auf Schweizer Territorium die Einberufung zum Sonderbundsfeldzug riskiert hätte. 1848 wurde Riggenbachs einziger Sohn Bernhard Riggenbach geboren, der aber nicht in Vaters Fussstapfen trat, sondern Pfarrer und Universitätslehrer wurde.
Als 1853 der Bau der Bahnlinie Basel–Olten begann, wählte ihn das Direktorium der Schweizerischen Centralbahngesellschaft zum Chef der Maschinenwerkstätte, die ursprünglich beim Bahnhof von Basel errichtet werden sollte. Er unternahm Dienstreisen nach England und Österreich und untersuchte viele Dampflokomotiven. Verschiedene Verbesserungen im Eisenbahnwesen tragen seinen Namen. 1856 wurde er Maschinenmeister und Chef der neuen Hauptwerkstätte der Centralbahn, die schliesslich in Olten, beim Knotenpunkt des Streckennetzes, entstand. Unter seiner Führung entwickelte sich diese Werkstätte zu einer der grossen Maschinenfabriken des Landes. Hier entstanden unter anderem Lokomotiven, Eisenbahnwagen und Brückenelemente.
In kurzer Zeit stieg die Zahl der Werkstätte-Arbeiter über fünfhundert; viele rekrutierte Riggenbach aus den umliegenden Kantonen. So kamen rund dreihundert Arbeiter mit ihren Familien von auswärts nach Olten. Riggenbach wollte ihnen auch Gottesdienste und den Kindern Unterweisung anbieten. Da der Plan, in der katholischen Kirche Gottesdienste abzuhalten bald fallengelassen wurde, organisierte Riggenbach am Bettag, 19. September 1858, in der Halle des Werkstätten-Areals einen sehr gut besuchten Gottesdienst und hat damit die Gründung der reformierten Kirchengemeinde in Olten vorangetrieben.

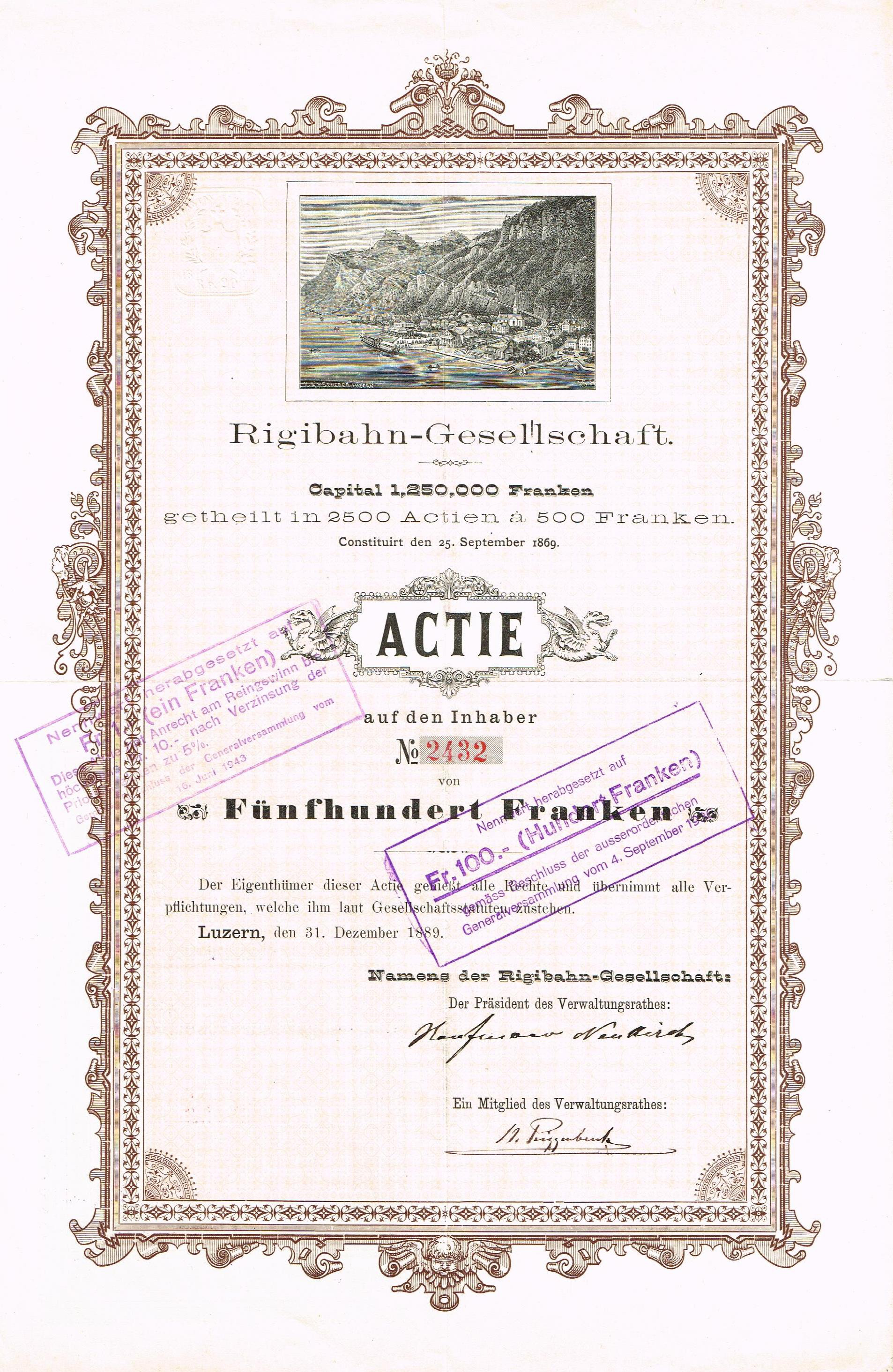
Aktie der Rigibahn-Gesellschaft vom 31. Dezember 1889 mit Unterschrift von Niklaus Riggenbach

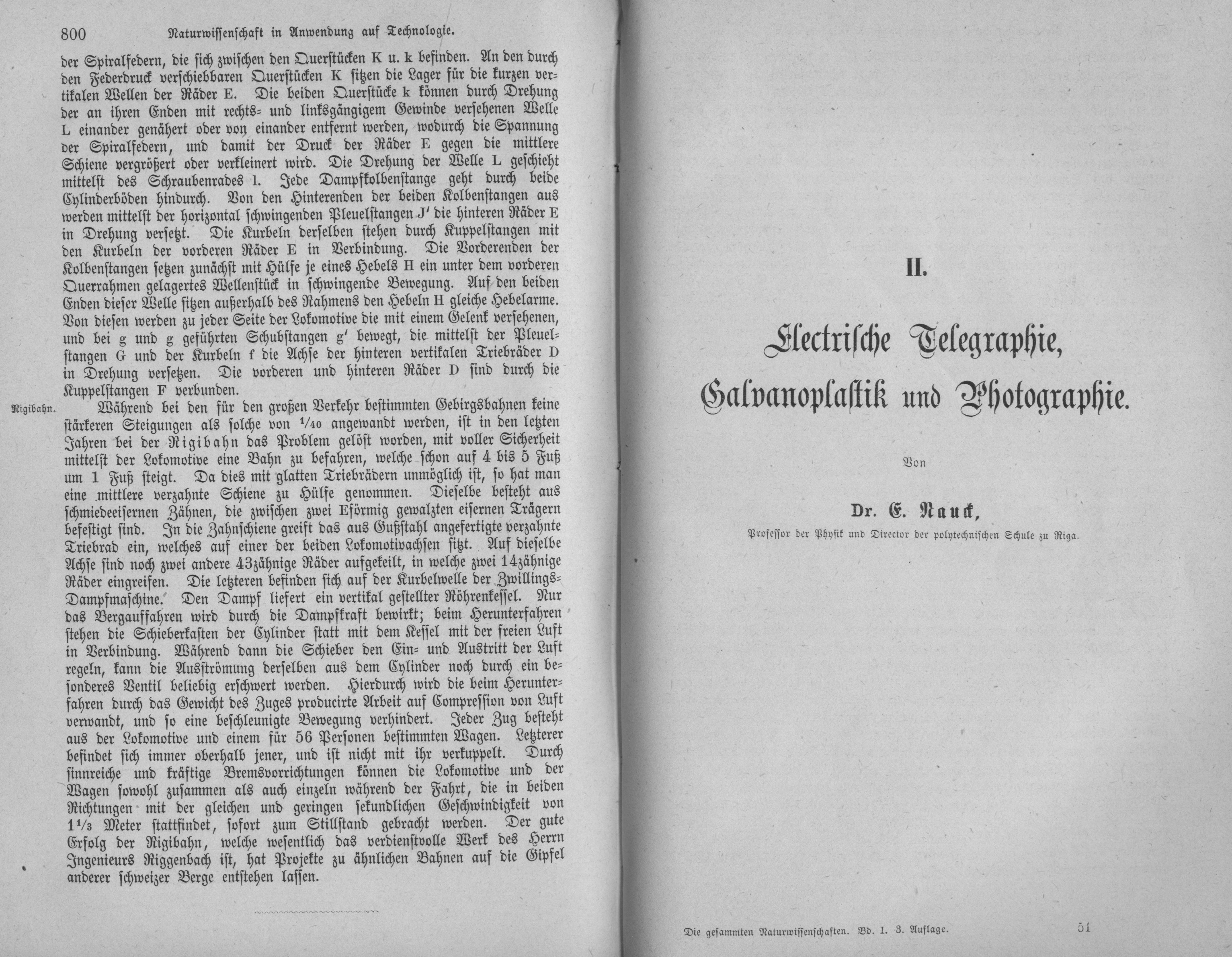
Zeitgenössische Beschreibung einer Zahnradbahn in dem 1873 erschienenen Buch „Die gesammten Naturwissenschaften“

Die schwache Adhäsion der ersten Lokomotiven auf der steilen Hauensteinlinie bereitete ihm Sorgen. Als eine mögliche Lösung für Gebirgsbahnen erfand Niklaus Riggenbach eine Zahnradbahn. Nach vielen Versuchen fand er heraus, dass sehr steile Strecken sicher befahren werden können, wenn man zwischen die Schienen eines Gleises eine Zahnstange einbaute, in die ein gezähntes Rad der Lokomotive eingreift. Am 12. August 1863 erteilte ihm Frankreich das Patent Nummer 59625. Von 1869 bis 1871 baute er zusammen mit den Ingenieuren Ferdinand Adolf Naeff und Olivier Zschokke die Vitznau-Rigi-Bahn mit seinem System Riggenbach als erste Bergbahn Europas. Ein ähnliches Zahnradbahnsystem benützte die kurz vor der Rigibahn errichtete Bergbahn auf den Mount Washington.
Auf Initiative Riggenbachs wurde 1870 das Sälischlössli bei Olten wiederaufgebaut. 1871 verliess er den Posten des Werkstättenleiters, um eine neue Fabrik der Internationalen Gesellschaft für Bergbahnen in Aarau zu leiten. 1882 errichtete er den Elevador do Bom Jesus in Portugal, der immer noch in Betrieb ist. Ab 1883 arbeitete er als freier Ingenieur. Von seinem Büro in Olten aus plante er verschiedene Bergbahnen in mehreren Kontinenten. Am 4. Dezember 1893 wurde er als korrespondierendes Mitglied in die Académie des sciences in Paris aufgenommen.
Am 25. Juli 1899 starb Niklaus Riggenbach 82-jährig. Er hatte von den Gemeinden Olten, Aarau und Trimbach das Ehrenbürgerrecht erhalten. Das Grabmal für Riggenbach wurde nach einem Entwurf von Jakob August Heer 1901 für das Grab auf dem ehemaligen, um 1918 aufgehobenen Burgfriedhof in Olten geschaffen und steht noch heute als Denkmal für den Eisenbahningenieur im gleichen Areal.
1943 war ein Film über das Leben von Riggenbach geplant mit dem Titel Höhenwärts!.

## Autobiographie
- Niklaus Riggenbach: Erinnerungen eines alten Mechanikers. In: Die Berner Woche 33 (1943), S. 1097–1099; 1124f.; 1153–1155; 1180–1182; 1215–1217; 1242–1244; 1275–1277; 1307–1309; 1340–1342; 1371–1373; 1404–1406; 1434–1436; 1467–1470 (Digitalisat in E-Periodica).
- Niklaus Riggenbach: Erinnerungen eines alten Mechanikers. Olten 1886. 5. Auflage: Rigibahn-Gesellschaft, Vitznau 1967. Neuauflage: Birkenhalde, Winterthur 2009, ISBN 978-3-905172-55-3.